# 圣枝堂
圣枝堂（Church of Bethphage）是一座位于耶路撒冷橄榄山的方济各会教堂。堂内有一块石头，传统上认为，耶稣用它登上驴子，开始进入耶路撒冷的行程。

## 历史

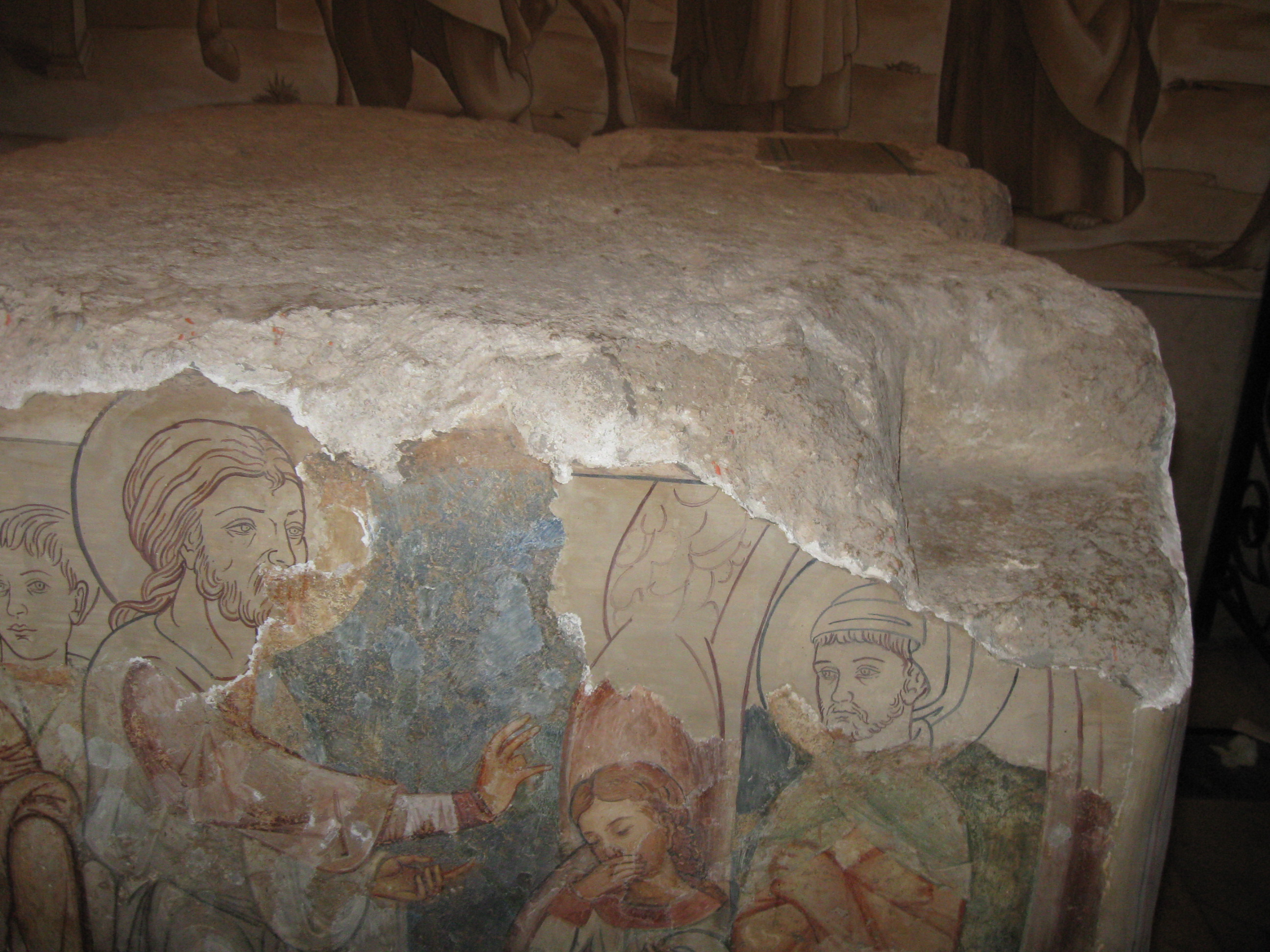
十字军时代的方形石头

目前的教堂修建于1883年，建在一个12世纪的十字军小堂的基础上，位于古代村庄伯法其，今天伯法其是耶路撒冷的一部分，但是两千年前是一个独立的村庄，介于伯大尼和耶路撒冷之间。十字军时期的小堂本身是建立在4世纪拜占庭神龛的基础上，纪念在拉撒路死后，马大和耶稣的会面。1867年，在庭院修建方济各会修道院时，发现一块立方体的石头，外面用石膏覆盖。这块石头现在称为伯法其碑，是12世纪十字军小堂不可分割的一部分，现在靠近教堂的北墙。十字军在石头上刻上了拉丁文，描述发生在耶路撒冷和伯法其的圣经事件。1950年， 石上的装饰得到恢复，1955年，墙壁和天花板的壁画也被恢复。今天，如同在12世纪，朝圣者从圣枝堂开始圣枝主日游行。
它包含的传统之一耶稣用于安装在他的游行开始进入耶路撒冷驴确定了石头。

## 设计和布局

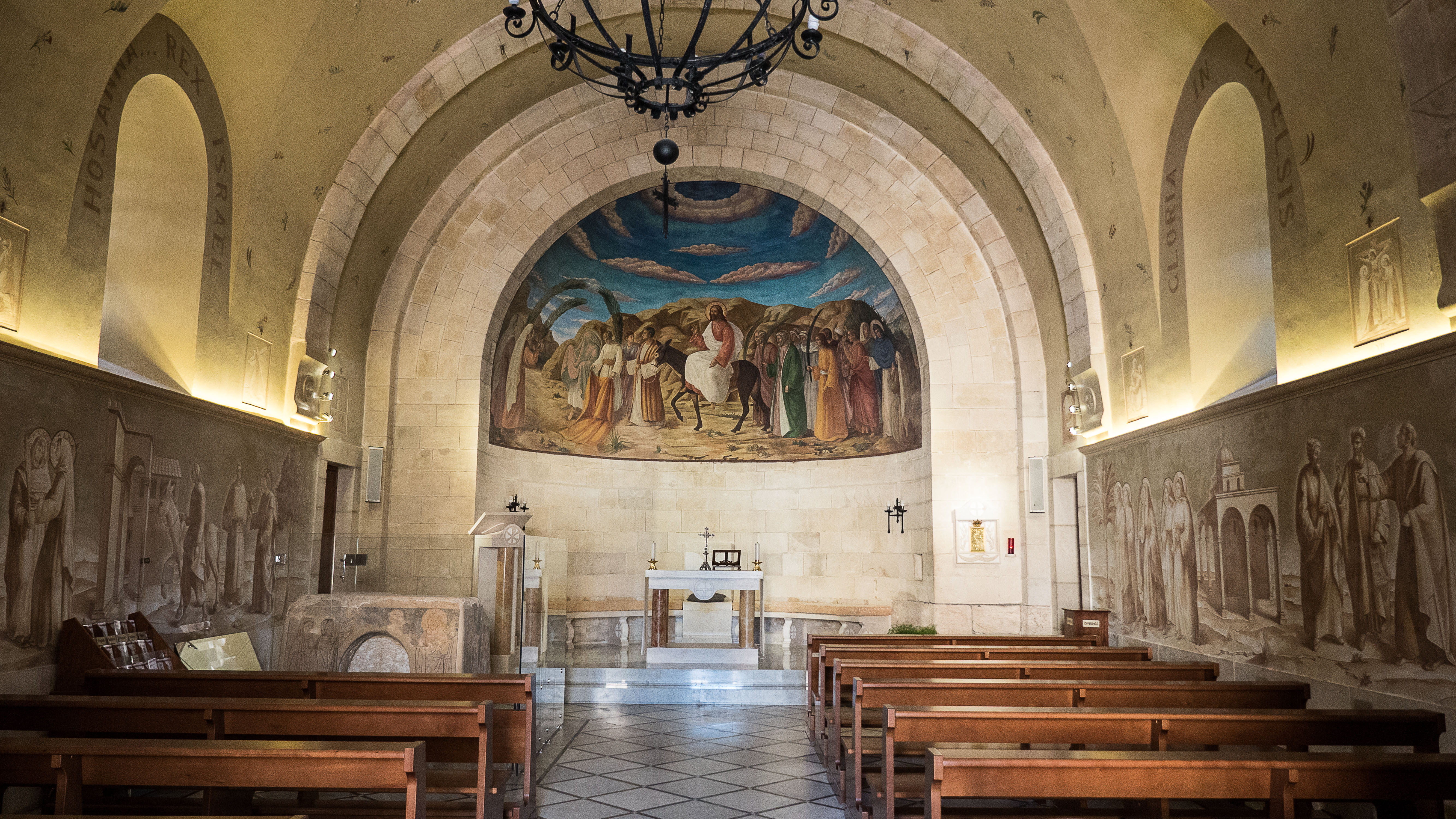
教堂内景

祭台背后是一幅壁画，描绘耶稣骑毛驴到圣殿，他的门徒跟随者。教堂的天花板画着花和叶子的图案。墙上的壁画描绘新约时期人民为游行做准备。在一面墙上描绘一群拉比拿着经卷，上面写着“你看世人都跟随他去了”。窗户周围用拉丁文书写耶稣在进城的路上所说的话。这个教堂的焦点是伯法其碑，由锻铁栏杆包围。石头后面有一面镜子，让游人可以很容易地看到四面的图画。分别描绘耶稣和马大之间的会晤，两个门徒将驴驹牵给耶稣，拉撒路从死里复活。在面对祭台的一侧，画着群众手持棕树枝。